# Neoconis garleppi
Neoconis garleppi är en insektsart som först beskrevs av Günther Enderlein 1906.  Neoconis garleppi ingår i släktet Neoconis och familjen vaxsländor. Inga underarter finns listade i Catalogue of Life.